# فورتن آرتيريال
فورتن آرتيريال (باليابانية: フォーチュン アテリアル، بالروماجي:  Fōchun Ateriaru) (بالإنجليزية: Fortune Arterial)‏ هي رواية مرئية للبالغين تم تطويرها من قبل August، صدرت مانغا في سبتمبر 2007،  أنتجت إلى أنمي تلفزيوني من استوديو زيكسيس واستوديو فيل، عرض الأنمي في 9 أكتوبر عام 2010 حتى 25 ديسمبر عام 2010، على تلفزيون طوكيو. وتكون من 12 + 1 أوفا. 

## القصة
تدور أحداث القصة حول كوهي هاسيكورا، الذي انتقل إلى مدرسة عامة راقية تعمل بالنظام الإنجليزي، تقع هذه المدرسة في جزيرة بعيدة عن اليابان تدعى تاماتسو، الوسيلة الوحيدة للوصول إليها هي عن طريق القارب. و بعد انتقاله بمدة قصيرة اكتشف بأن رئيس مجلس الطلاب مصاصي دماء.

## الشخصيات

### الشخصيات الرئيسية
كوهي هاسيكورا (باليابانية: 支倉 孝平، بالروماجي: Hasekura Kōhei)
مؤدي الصوت: دايسكي أونو
إيريكا سيندو (باليابانية: 千堂 瑛里華، بالروماجي: Sendō Erika)
مؤدية الصوت: ري كاندا
شيرو توغي (باليابانية: 東儀 白، بالروماجي: Tōgi Shiro)
مؤدية الصوت: يوكاري مينيغيشي
كيريها كوزي (باليابانية: 紅瀬 桐葉، بالروماجي: Kuze Kiriha)
مؤدية الصوت: إيريكا مارومي
كانادا يوكي (باليابانية: 悠木 かなで، بالروماجي: Yūki Kanade)
مؤدية الصوت: هيتومي ناباتامي
هارونا يوكي (باليابانية: 悠木 陽菜، بالروماجي: Yūki Haruna)
مؤدية الصوت: هيروكو توغوتشي

### شخصيات أخرى
إيوري سيندو (باليابانية: 千堂 伊織، بالروماجي: Sendō Iori)
مؤدي الصوت: جونيتشي سوابي
سيتشيرو توغي (باليابانية: 東儀 征一郎، بالروماجي: Tōgi Seiichirō)
مؤدي الصوت: توموهيرو تسوبوي
تسوكاسا هيتشيماندايرا (باليابانية: 八幡平 司، بالروماجي: Hachimandaira Tsukasa)
مؤدي الصوت: كينتارو إيتو
شيزوكو أمايكي (باليابانية: 天池 志津子، بالروماجي: Amaike Shizuko)
مؤدية الصوت: تشيزوكو هوشينو
ماسانوري أوتو (باليابانية: 青砥 正則، بالروماجي: Aoto Masanori)
مؤدي الصوت: كازيا إيتشيجو
رئيسة نادي الفن (باليابانية: 美術部部長، بالروماجي: Bijutsubu Buchō)
مؤدية الصوت: كيتو ميزوكيري
كايا سيندو (باليابانية: 千堂 伽耶، بالروماجي: Sendō Kaya)
مؤدية الصوت: كاوري ميزوهاشي

## وصلات خارجية
- الموقع الرسمي (باليابانية)
- فورتن آرتيريال عند تلفزيون طوكيو (باليابانية)
- فورتن آرتيريال عند كرانشي رول
- فورتن آرتيريال في قاعدة بيانات الرواية المرئية

فورتن آرتيريال على موقع ANN anime (الإنجليزية)